# DVTK Jegesmedvék
Le Miskolci JJSE ou Miskolci Jegesmedvék (Les ours polaires de Miskolc) est un club de hockey sur glace basé à Miskolc en Hongrie. Il évolue dans le Championnat de Hongrie de hockey sur glace et dans la MOL Liga.

## Historique
En 1978, la ville de Miskolc a inauguré sa première patinoire dans le Népkert, le Jardin du Peuple. La même année, une section hockey sur glace a été créée au sein du club Miskolci Kinizsi Sportegyesület, c'est pourquoi le premier nom de l'équipe était Miskolci Kinizsi. Cette dernière a d'abord participé à la deuxième division hongroise puis a intégré à l'élite en 1985. Deux saisons plus tard, la fédération a octroyé le droit au club de transférer sept joueurs étrangers, dont cinq maximum pouvaient être nommés sur la fiche d'un match. L'association entre les étrangers et les joueurs locaux a permis à l'équipe de tenir la dragée haute aux équipes budapestoises mais surtout de remplir régulièrement les travées de la patinoire. C'est également dans les années 1980 qu'est né le centre de formation du club. Cependant, des problèmes financiers sont survenus et le club a dû déposer le bilan en 1990.
La même année, le Miskolci Hoki Club a été fondé et a donc pris le relais. C'est par ailleurs ce club qui a atteint le premier succès notable du hockey local. La fédération a nommé la ville comme organisatrice de la finale de la Coupe de Hongrie qui s'est tenue le 30 janvier 1993. L'affiche opposait l'équipe locale au Jászberényi Lehel HC. Ce sont les visiteurs qui se sont imposés sur le score de 6–3 mais cette deuxième place pour Miskolc était déjà un bel exploit qui en augurait d'autres. Entre-temps en revanche, les dirigeants ont annoncé la disparition du club en 1994, remplacé très peu de temps plus tard par l'équipe actuelle, le Miskolci JJSE.
Ce club a progressivement pris de l'ampleur sur la scène nationale, a gravi les échelons de saison en saison et en 1996, Miskolc était le seul club avec Ferencváros et Székesfehérvár à pouvoir aligner une équipe dans toutes les catégories d'âge. Les "ours polaires" ont atteint la première division en 1999 où ils ont reçu la distinction honorifique d'"équipe la plus fair-play du championnat". Ils ont par la suite réussi à obtenir plusieurs médailles en championnat et en coupe mais n'ont pas jamais encore été titrés. L'équipe a participé pour la première fois à la MOL Liga en 2011/2012 et se sont tout de suite hissés en finale où ils ont en revanche échoué face à Dunaújváros. Les deux saisons suivantes, Miskolc a joué les demi-finales de la compétition.

## Joueurs

### Adresses
- Siège et salle : 3530 Miskolc, Görgey Artúr u. 19.

## Palmarès
- OB I. Bajnokság :
  - Vice-champion (1) : 2012
- Coupe de Hongrie :
  - Deuxième (2) : 1994, 2012
  - Troisième (2) : 2001, 2009
- MOL Liga :
  - Finaliste (1) : 2012
  - Demi-finaliste (2) : 2013, 2014